# Bolbonotodes ganglbaueri
Bolbonotodes ganglbaueri är en insektsart som beskrevs av Fowler. Bolbonotodes ganglbaueri ingår i släktet Bolbonotodes och familjen hornstritar. Inga underarter finns listade i Catalogue of Life.